# Nematus verticalis
Nematus verticalis är en stekelart som först beskrevs av Lindqvist 1957.  Nematus verticalis ingår i släktet Nematus, och familjen bladsteklar. Arten är reproducerande i Sverige.